# Кери Оливије
Кери Оливије (енгл. Kerry Ollivierre; Сент Џорџиз, 16. јануар 1999) гренадски је пливач чија специјалност су спринтерске трке слободним, делфин и леђним стилом. 

## Спортска каријера
Представљао је Гренаду на три светска првенства у великим базенима — у Казању 2015, Будимпешти 2017. и Квангџуу 2019. године.